# Killall
killall（キルオール）は UNIX 系 OS で利用できるコマンドラインユーティリティである。このコマンドには大変異なる2種類の実装がある。
- （Solaris を含む）正統な UNIX System V や（killall5 のような）Linux の sysvinit[リンク切れ] ツールが与える実装では killall は特に危険なコマンドであり、ユーザが強制終了できるプロセスを全て強制終了する。そのため root で動作させることによって効果的にシステムを終了することができる。
- psmisc ツールによって与えられる実装における振る舞いは pkill や skill コマンドに似たものとなっており、コマンドラインで指定されたプロセスを強制終了させる。

killall は kill プログラムのようにシグナルを送る。

## 使用例
すべてのプロセスを強制終了させる（UNIX System V バージョン）
```
killall
```

すべてのシグナルを列挙する（Linux バージョン）
```
killall -l
```

dd プロセスに USR1 をおくる（Linux バージョン）
```
killall -s USR1 dd
```

dd プロセスを強制終了する（Linux バージョン）
```
killall -9 dd
```

killall はデフォルトで SIGTERM を送る。しかし数字のオプションではプロセスに送るシグナルを指定することができる。上記の場合、コマンドはプロセスにシグナル 9 (SIGKILL) を送る。